# Plaça de Braus de Móra d'Ebre
La Plaça de Braus de Móra d'Ebre és una obra de Móra d'Ebre (Ribera d'Ebre) protegida com a Bé Cultural d'Interès Local.

## Descripció
Situada al nord del nucli urbà de la població de Móra d'Ebre, entre el riu i l'hospital comarcal, sota els murs del castell i al final del passeig de l'Ebre.
Antiga plaça de braus actualment en desús, de planta circular i excavada a la roca geològica de la zona. Presenta el paviment de ciment, apedaçat, i està envoltada per un mur perimetral bastit en maons i amb el parament arrebossat i pintat. La graderia està excavada al talús del turó i té forma d'amfiteatre, donat que no envolta tot el perímetre circular de la plaça.

## Història
S'ignora la data de construcció però té una data del segle xix, segurament d'una reforma. Actualment està abandonada i molt mal conservada.
Avui en dia a Catalunya, de places de toros se'n conserven només sis  dempeus, i solament dues (Móra d'Ebre i la d'Olot) són catalogades a l'inventari de patrimoni arquitectònic.